# 범일운수
범일운수(梵日運輸)는 서울특별시 금천구와 경기도 광명시를 중심으로 시내버스를 운영하는 운수업체이다. 본사는 서울특별시 금천구 시흥동, 서울특별시 금천구 독산동(독산역 부근과 법원단지 2곳), 경기도 광명시 노온사동 등 총 4개의 영업소와 간선버스 1개 노선, 지선버스 10개 노선, 마을버스 2개 노선 등을 운영하고 있으며, 총 192대의 차량을 보유 중이다. 주 간선버스 업체인 서울교통네트웍에 출자한 회사이다.

## 연혁
- 1970년 5월 30일: 신도운수로 설립
- 1971년 8월: 아시아상운 인수
- 1973년 5월: 시흥교통[3] 인수
- 1974년 5월: 옥성운수로 사명 변경
- 1989년 10월: 범일운수로 사명 변경
- 2000년 1월: 서울특별시로부터 강제 퇴출된 남부운수를 인수
- 2000년 3월 31일: 서울특별시로부터 강제 퇴출된 광명운수를 인수
- 2000년 12월: 금천구 마을버스 1-2번을 지역순환버스 482번으로 승격
- 2004년 7월 1일: 서울특별시의 시내버스 개편과 함께 간선버스 2개, 지선버스 10개 노선으로 운행 시작

## 운행 노선
2023년 3월 17일 기준이다.
| 운행구간 | 운행노선        | 운행노선 | 운행노선         | 배차간격 (분) | 인가대수 | 비고                                                 |
| -------- | --------------- | -------- | ---------------- | ------------- | -------- | ---------------------------------------------------- |
| 505번    | 노온사동        | ↔        | 서울역           | 5~15          | 29       | 2004년 7월 1일 신설                                  |
| 5413번   | 시흥동          | ↔        | 고속터미널역     | 5~13          | 27       | 구 56번 좌석 → 560번                                 |
| 5525번   | 시흥동          | ↔        | 보라매공원       | 10~20         | 7        | 2004년 7월 1일 신설                                  |
| 5537번   | 시흥동          | ↔        | 가산디지털단지역 | 13~20         | 6        | 2006년 12월 1일에 신설                               |
| 5617번   | 시흥동          | ↔        | 구로디지털단지역 | 7~13          | 8        | 구76단축                                             |
| 5619번   | 시흥동          | ↔        | 신도림역         | 7~15          | 13       | 구 108-1번                                           |
| 5620번   | 시흥동          | ↔        | 선유도역         | 4~13          | 21       | 구 108번 연장                                        |
| 5621번   | 삼익아파트      | ↔        | 구로디지털단지역 | 5~9           | 8        | 구 금천마을 1-2번, 482번                             |
| 5627번   | 노온사동        | ↔        | 구로디지털단지역 | 6~12          | 11       | 구 107-2번 단축                                      |
| 5633번   | 노온사동        | ↔        | 순복음교회       | 9~15          | 21       | 구 124번 단축, 5533번 연장                           |
| 6637번   | 노온사동        | ↔        | 목동             | 5             | 31       | 구 100-3번                                           |
| 8551번   | 봉천역          | ↔        | 노량진역         | 10-12         | 2        | 한남운수, 한성운수와 공동배차로 운행한다.            |
| N51번    | 하계동          | ↔        | 범일운수종점     | 25~30분, 8회  | 4        | 2022년 4월 18일 신설 한성여객과 공동배차로 운행한다. |
| 금천01번 | 독산역          | ↔        | 벽산아파트1단지  | 1~3           | 19       | 구 금천마을 1번, 1-1번 적·청색 공동배차              |
| 금천02번 | 벽산아파트3단지 | ↔        | 하안주공14단지   | 18            | 3        | 구 금천마을 1-3번                                    |

## 미운행 노선

### 개편 전 노선
- 70번: 소하동 ↔ 신촌《현 7611번, 구 남부운수 출신 노선》[6]
- 76번: 범일운수 시흥동차고지 ↔ 옥수동 종점《현 5617번, 구 남부운수 출신 노선》[7]
- 100-1번: 노온사동공영차고지 ↔ 목동《당산역을 경유하여 목동으로 간 노선으로, 개편 후 100-3번과 통합하여 지선버스 6637번으로 운행 중이다. 구 광명운수 출신 노선》
- 140번: 노온사동공영차고지 ↔ 사당역《개편 후 6639번, 구 광명운수 출신 노선》[8]

### 폐선된 노선

#### 지선버스
- ● 5527번 (신설노선): 벽산아파트(호압사) ~ 석수역 (2005년 7월 5일 폐지)[9]
- ● 5533번 : 노온사동공영차고지 ↔ 노들역
- ● 6639번 (구 140번 단축): 노온사동공영차고지 ↔ 여의도

#### 간선버스
- ● 570번 (신설노선): 노온사동공영차고지 ↔ 삼송동《신성교통과 공동배차, 2004년 8월 24일 공동배차에서 철수》[10]

#### 심야버스
- ● N854번 : 신림역 ↔ 강남역《한남운수와 공동배차, 2018년 12월 1일 ~ 12월 30일 / 00:10 ~ 03:30 (연말 한시적 운행)》
- ● N65번 : 강서공영차고지 ↔ 금천구 시흥동 《공항버스와 공동배차, 2016년 11월 28일 신설, 2022년 4월 18일 폐선》

## 보유 차량

#### 자일대우버스
- 자일대우 BS090 뉴 로얄미디
- 자일대우 BS106 뉴 로얄시티
- 자일대우 BS110 뉴 로얄논스텝

#### KGM커머셜
- 에디슨모터스 화이버드
- 에디슨모터스 E-화이버드
- KGM 스마트 110

#### 우진산전
- 우진산전 아폴로 900
- 우진산전 아폴로 1100

## 본사 및 영업소
- 시흥동 본사 (5413번, 5525번, 5537번, 5617번, 5619번, 5620번)
- 노온사동 영업소 (505번, 5627번, 5633번, 6637번)
- 법원단지 영업소 (5621번)

## 갤러리

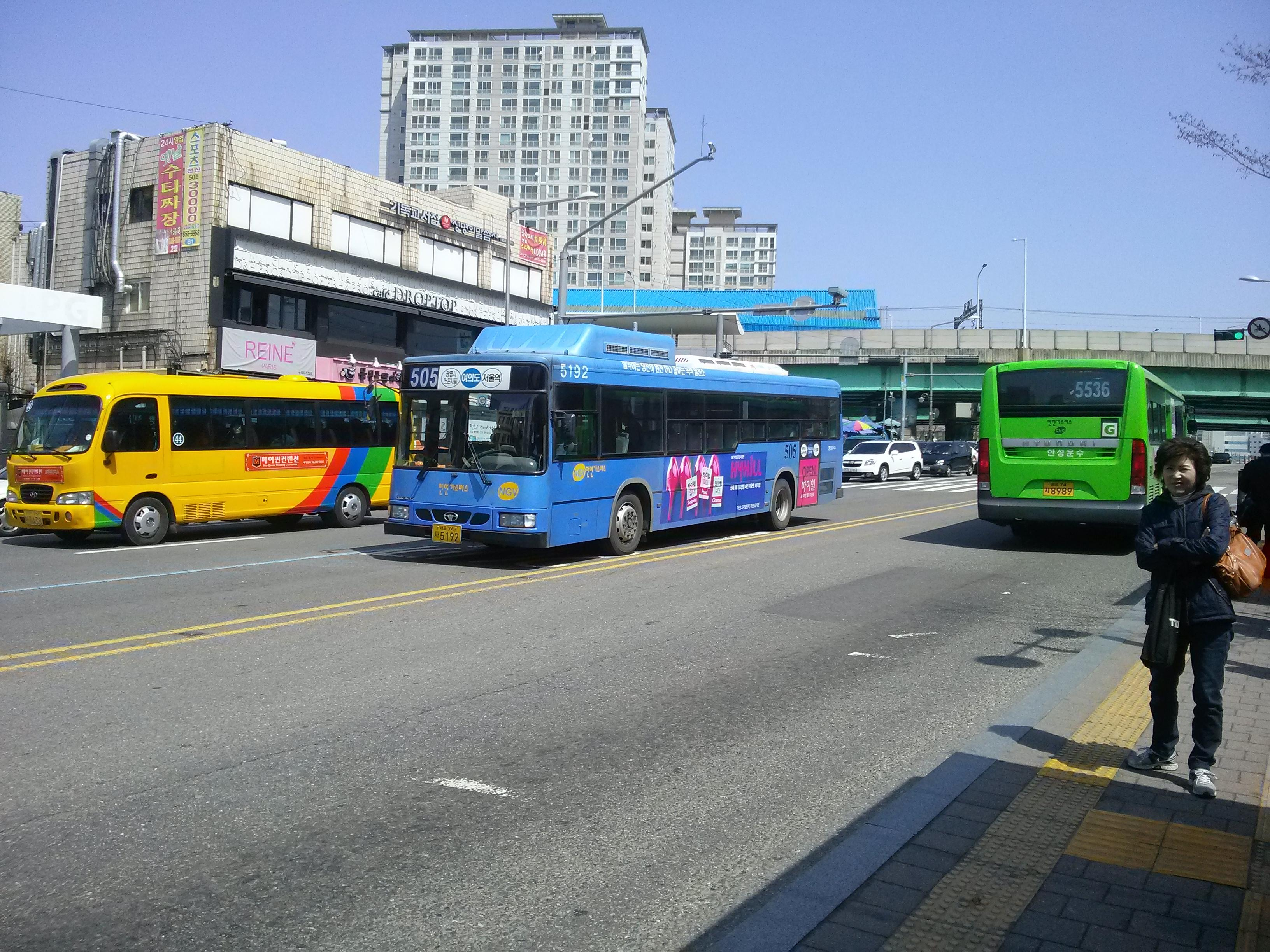
서울시내버스 505번 (대차 전)
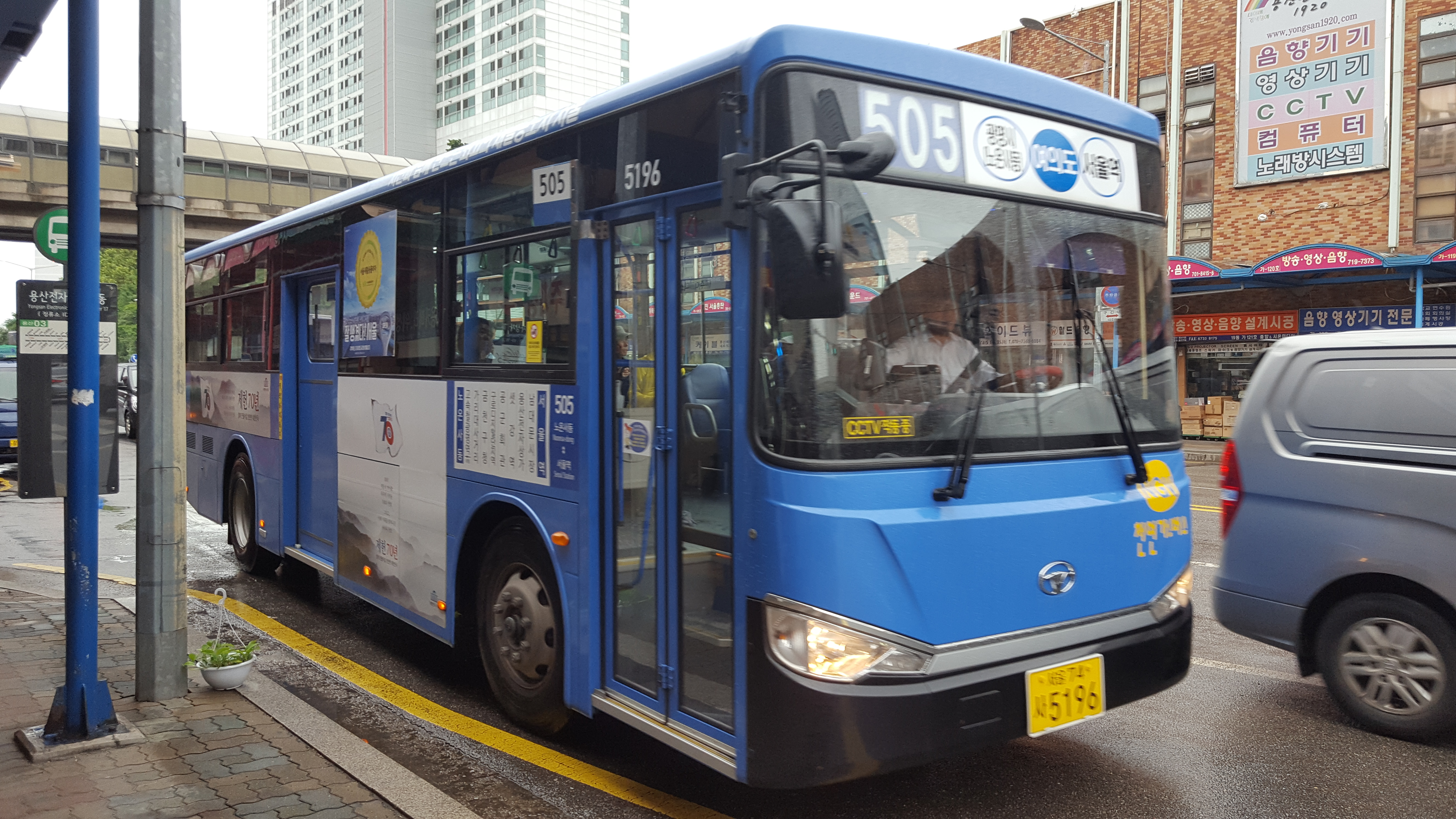
서울시내버스 505번
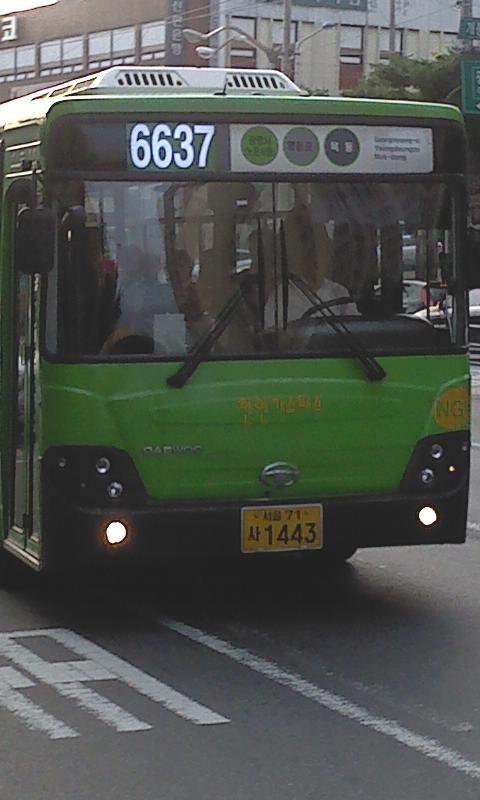
서울시내버스 6637번 (대차 전)
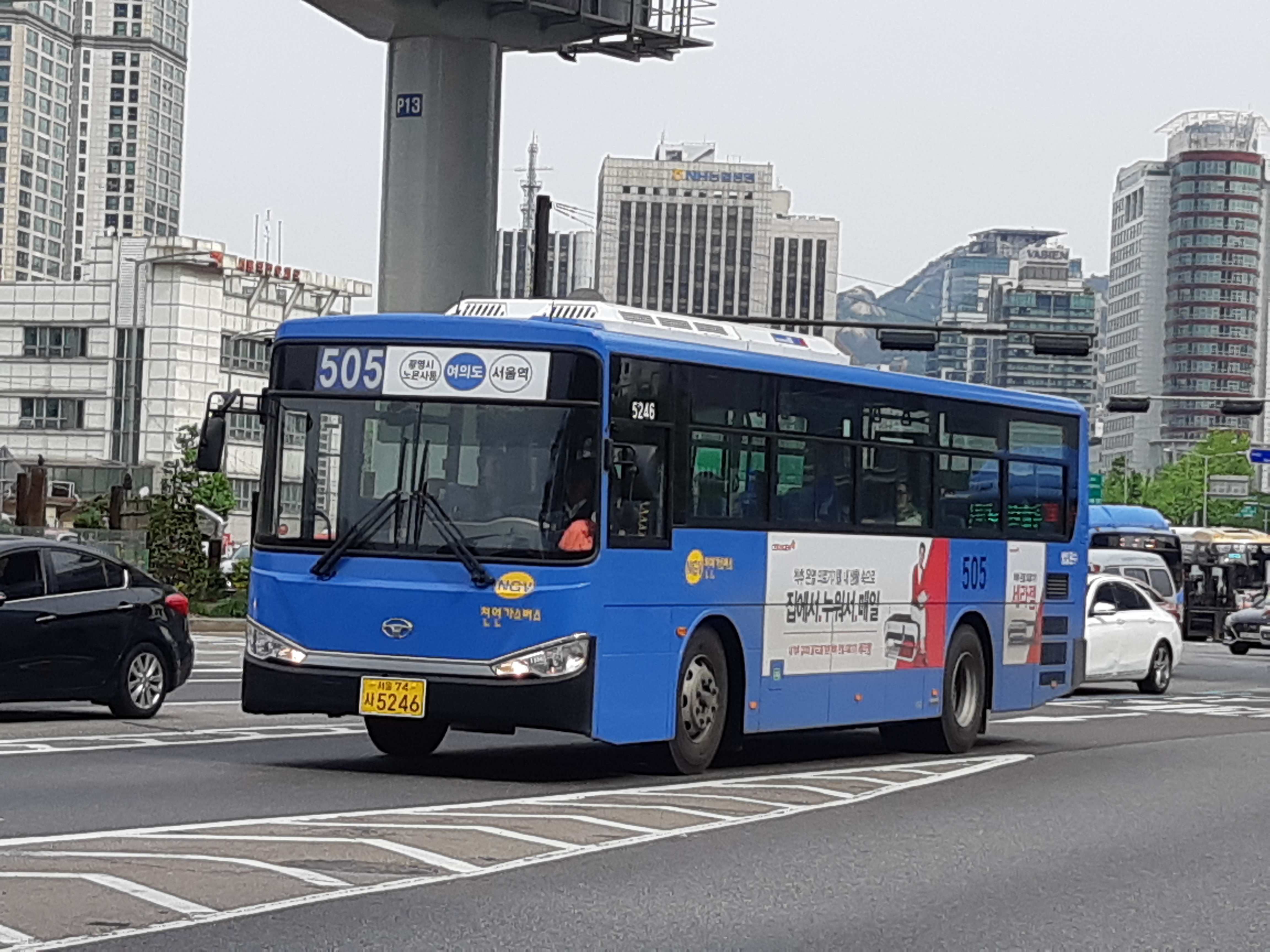
서울시내버스 505번